# 華萊士章克申 (印第安納州)
華萊士章克申（英語：Wallace Junction）是位於美國印第安納州歐文縣的一個鬼鎮，位於中印地安納。該地的面積和人口皆未知。

## 地理
華萊士章克申所處的海拔為高於海平面235米（即771英呎），而該地所採用的時區為UTC-5，即北美東部時區（EST）。同時該地設有夏令時間，為UTC-5調快一小時，即UTC-4（EDT）。